# Люба (река)
Люба (в верхнем течении — ручей Чёрный) — река в России, протекает по территории Коткозерского сельского поселения Олонецкого района Карелии. Длина реки — 25 км. Площадь водосборного бассейна — 110 км².
Река берёт начало из болота без названия.
Течёт преимущественно в юго-западном направлении по заболоченной местности. На своём пути река протекает через озеро Кескозеро. Также к бассейну Любы относится озеро Мяйнтагайне.
Река в общей сложности имеет 18 притоков суммарной длиной 35 км.
Впадает в Утозеро на высоте 70,7 м над уровнем моря.
Населённые пункты на реке отсутствуют.
Код объекта в государственном водном реестре — 01040300212202000011768.